# Джеймс Класкі
Джеймс Класкі (нар. 18 серпня 1986) — колишній ірландський тенісист.
Найвищу одиночну позицію світового рейтингу — 801 місце досяг 5 листопада 2007, парну — 145 місце — 9 вересня 2013 року.

## Парний розряд титули
| Легенда (парний розряд)                   |
| Великий шлем (0)                          |
| Серія Мастерс 1000 Світового Туру ATP (0) |
| Світовий Тур ATP 500 (0)                  |
| Світовий Тур ATP 250 (0)                  |
| Тур ATP Челленджер (2)                    |
| ITF Ф'ючерс (14)                          |

Перемоги (16)
| Ранг | Дата            | Турнір                 | Покриття | Партнер              | Суперник у фіналі                                | Рахунок              |
| 1.   | 13 лютого 2010  | Ейлат, F3              | Тверде   | Майкл Вінус          | Олександр Бурий Павло Котляров                   | 6–7(3), 6–3, [15–13] |
| 2.   | 9 травня 2010   | Единбург, F6           | Ґрунт    | Колін О'Браєн        | Баррі Кінґ Маркус Вілліс                         | 6–3, 6–3             |
| 3.   | 24 липня 2010   | Дублін, F1             | Килим    | Колін О'Браєн        | Колін Ебелтіт Баррі Кінґ                         | 6–2, 7–6(1)          |
| 4.   | 21 серпня 2010  | Юрмала, F1             | Ґрунт    | Колін О'Браєн        | Якуб Лустик Давід Новак                          | 2–6, 6–3, [14–12]    |
| 5.   | 26 березня 2011 | Вадуц, F2              | Килим    | Фабріс Мартен        | Пйотр Ґадомський Тім ван Тергейден               | 7–6(2), 6–4          |
| 6.   | 2 квітня 2011   | Торрічелла-Таверне, F3 | Килим    | Клаудіо Грассі       | Ерік Крепальді Пйотр Ґадомський                  | 6–2, 6–1             |
| 7.   | 4 червня 2011   | Ашкелон, F6            | Тверде   | Джон-Пол Фруттеро    | Ноам Бер Ігор Смілянський                        | 6–3, 6–0             |
| 8.   | 2 жовтня 2011   | Форбак, F16            | Килим    | Жан Андерсен         | Мікель Буа Кевін Ботті                           | 5–7, 6–1, [10–3]     |
| 9.   | 30 березня 2012 | Cividino, F2           | Тверде   | Пурав Раджа          | Андреа Агацці Енріко Яннуцці                     | 6–7(10), 6–4, [10–2] |
| 10.  | 30 червня 2012  | Пальма-дель-Ріо, F18   | Тверде   | Фабріс Мартен        | Герард Гранольєрс Андоні Віванко-Гусман          | 6–3, 6–4             |
| 11.  | 8 вересня 2012  | Баньєр-де-Бігорр, F15  | Тверде   | Фабріс Мартен        | Шарль-Антуан Брезак Сімон Ковар                  | 6–7(4), 7–5, [11–9]  |
| 12.  | 12 січня 2013   | Швібердінген, F1       | Тверде   | Александер Сачко     | Домінік Маден Яннік Маден                        | 6–0, 6–1             |
| 13.  | 14 липня 2013   | Стамбул                | Тверде   | Фабріс Мартен        | Брайден Клейн Руан Рулофсе                       | 3–6, 6–3, [10–5]     |
| 14.  | 28 липня 2013   | Guimarães              | Тверде   | Максіміліан Нойхріст | Роберто Ортега Ольмедо Рікардо Вільякорта-Алонсо | 6–7(5), 6–2, [10–8]  |
| 15.  | 23 серпня 2013  | Мінськ, F2             | Тверде   | Фабріс Мартен        | Андрій Чумак Володимир Ужиловський               | 6–3, 6–4             |
| 16.  | 31 серпня 2013  | Пособланко, F28        | Тверде   | Максіміліан Нойхріст | Іван Аренас-Гуальда Хосе Чека Кальво             | 6–3, 6–2             |

Поразка (15)
| Ранг | Дата            | Турнір              | Покриття | Партнер                  | Суперник у фіналі                        | Рахунок                |
| 1.   | 18 червня 2010  | Келібія, F3         | Тверде   | Колін О'Браєн            | Лоран Рошетт Михайло Васильєв            | 3–6, 6–1, [6–10]       |
| 2.   | 23 липня 2011   | Дублін, F1          | Килим    | Джеймс Макгі             | Альбано Оліветті Ніл Скупскі             | 6–7(4), 3–6            |
| 3.   | 18 вересня 2011 | Мюлуз, F14          | Тверде   | Фабріс Мартен            | П'єр-Юг Ербер Альбано Оліветті           | 3–6, 4–6               |
| 4.   | 9 жовтня 2011   | Невер, F17          | Тверде   | Олександр Сидоренко      | Кевін Ботті Лоран Рошетт                 | 6–7(3), 3–6            |
| 5.   | 14 жовтня 2011  | Сен-Дізьє, F18      | Тверде   | Сем Беррі                | Гольґер Фішер Ян Мертл                   | 4–6, 5–7               |
| 6.   | 23 жовтня 2011  | Ла-Рош-сюр-Іон, F19 | Тверде   | Жан Андерсен             | Жеремі Бланден Гліб Сахаров              | 6–7(2), 6–3, [7–10]    |
| 7.   | 29 жовтня 2011  | Родез, F20          | Тверде   | Жан Андерсен             | П'єр-Юг Ербер Альбано Оліветті           | 4–6, 3–6               |
| 8.   | 16 червня 2012  | Мартос (Хаен), F16  | Тверде   | Сем Беррі                | Іван Аренас-Гуальда Хайме Пульгар-Гарсія | 6–7(4), 6–7(7)         |
| 9.   | 11 жовтня 2012  | Сен-Дізьє, F20      | Тверде   | Олександр Сидоренко      | Антуан Беннето Ніколя Ренаван            | 5–7, 4–6               |
| 10.  | 19 січня 2013   | Штутгарт, F2        | Тверде   | Александер Сачко         | Філіпп Маркс Флорін Мерджа               | 2–6, 2–6               |
| 11.  | 27 січня 2013   | Брессюїр, F2        | Тверде   | Ґоран Тошич              | П'єр-Юг Ербер Ніколя Ренаван             | 2–6, 6–7(7)            |
| 12.  | 8 лютого 2013   | Wirral, F4          | Тверде   | Шон Торнлі               | Льюїс Бартон Ніл Скупскі                 | 6–7(5), 6–2, [7–10]    |
| 13.  | 9 березня 2013  | Лілль, F4           | Тверде   | Льюїс Бартон             | Жонатан Ейссерік Ніколя Ренаван          | 7–6(3), 6–7(5), [5–10] |
| 14.  | 15 вересня 2013 | Стамбул-2           | Тверде   | Адріан Менендес Масейрас | Джеймі Дельгадо Джордан Керр             | 3–6, 2–6               |
| 15.  | 21 лютого 2014  | Ноттінгем, F5       | Тверде   | Лієм Броді               | Ремі Бутільє Квентен Аліс                | 2–6, 6–0, [8–10]       |
| 16.  | 19 липня 2014   | Реканаті            | Тверде   | Лауринас Грігеліс        | Ілія Бозоляц Ґоран Тошич                 | 7–5, 4–6, [5–10]       |